# Hristijan Mickoski
Hristijan Mickoski (macedoni: Христијан Мицкоски, pronunciat, nascut el 29 de setembre de 1977) és un polític macedoni i exenginyer mecànic, que actualment és primer ministre de Macedònia del Nord, càrrec que ocupa des del juny de 2024. També és professor universitari i líder del partit VMRO-DPMNE. El 2016, Mickoski va esdevenir director de Centrals Elèctriques de Macedònia, i en el període del 2015 al 2017 va ser assessor energètic dels primers ministres Nikola Gruevski i Emil Dimitriev. Com a únic candidat, va ser elegit líder de VMRO-DPMNE al 16è congrés del partit a Valandovo.